# 21578 Davidgillette
21578 Davidgillette è un asteroide della fascia principale. Scoperto nel 1998, presenta un'orbita caratterizzata da un semiasse maggiore pari a 2,652332 UA e da un'eccentricità di 0,097174, inclinata di 27,165511° rispetto all'eclittica. Ha un diametro di 17,247 km e un'albedo di 0,037.
In nome ricorda David D. Gillette, paleontologo statunitense.